# آلبرت گولدشتاین
آلبرت گولدشتاین (انگلیسی: Albert Goldstein; ۳۱ ژانویهٔ ۱۹۴۳ – ۱۸ مهٔ ۲۰۰۷) نویسنده اهل کرواسی بود.